# Congresso mondiale amazigh
Il Congresso mondiale amazigh (in berbero: ⴰⴳⵔⴰⵡ ⴰⵎⴰⴹⵍⴰⵏ ⴰⵎⴰⵣⵉⵖ, Agraw Amaḍlan Amaziɣ; in francese: Congrès mondial amazigh) è una organizzazione non governativa che mira a rappresentare le associazioni culturali berbere di tutto il mondo e a difendere gli interessi e i diritti di tutti i berberi nei loro paesi d'origine.

## Storia

### Douarnenez
L'idea di dare ad un'organizzazione che rappresentasse le associazioni culturali berbere di tutto il mondo nacque nell'estate del 1994 a Douarnenez, in Bretagna), dove erano convenuti i rappresentanti di molte associazioni, per partecipare al 17º festival del Cinema di Douarnenez (21-28 agosto), dedicato quell'anno alla cultura dei berberi. Alla conclusione dell'iniziativa venne adottata la "Dichiarazione di Douarnenez sui diritti identitari, culturali e linguistici degli Imazighen", in cui tra le altre cose si affermava:
queste associazioni decidono inoltre di aderire al progetto di creazione di un congresso amazigh internazionale proposto in occasione della 12ª sessione del gruppo di lavoro delle Nazioni Unite sui popoli autoctoni, riunito a Ginevra dal 25 al 29 luglio 1994.

### Il precongresso e la fondazione
La fondazione ebbe luogo in occasione di un "pre-congresso", convocato i giorni 1-2-3 settembre 1995 a Saint-Rome-de-Dolan, un piccolo borgo nel sud della Francia. I lavori si protrassero fino all'alba del 4 settembre, ed è questa la data ufficiale della nascita del CMA. Dal punto di vista giuridico, esso è una associazione retta dalle norme del diritto francese (in particolare la legge sulle associazioni 1º luglio 1901 e successivo decreto 16 agosto 1901). La sua costituzione venne riportata sulla Gazzetta Ufficiale francese del 18 ottobre 1995.
La sede venne fissata a Parigi, presso i locali dell'Associazione Tamazgha, che li mise a disposizione fino a che non si trovasse una sede più appropriata. Alla nascita il Congresso mondiale Amazigh prevedeva un consiglio federale (Conseil Fédéral) di non più di 32 membri. Il consiglio elesse un direttivo (Bureau du Congrès) di 11 membri. Mabrouk Ferkal venne eletto presidente del Bureau del C.M.A., insieme a tre vicepresidenti: Hassan Idbelkassem, Abdoulahi Attayoub e Ouzzin Aherdane. Segretario fu eletto Mouloud Lounaouci e tesoriere Boujemaa Zoulef.

### I Congresso: Tafira 1997
Il primo congresso del CMA si è tenuto dal 27 al 30 agosto 1997 nella località di Tafira (Las Palmas, isole Canarie). Erano presenti più di 350 delegati provenienti da tutti i paesi ove si parla berbero, nonché dalla "diaspora". Erano rappresentate 75 associazioni (19 del Marocco, 13 dell'Algeria, 8 delle Canarie, 35 della diaspora, soprattutto Francia ma anche Germania, Paesi Bassi, Belgio, Svezia, Spagna, Regno Unito, Stati Uniti più una delegazione libica di 3 persone e una tuareg di 5).
Nonostante la lunga preparazione e l'entusiasmo per un evento che poteva ben essere definito storico, il Congresso di Tafira si svolse in un clima di improvvisazione che ne condizionò fortemente gli esiti e pose le basi per una forte conflittualità all'interno dell'organizzazione. Le associazioni marocchine non raggiunsero un accordo per una loro rappresentanza all'interno delle istanze federali del CMA, lasciando un "vuoto" che sarebbe stato colmato con volontari di dubbia legittimazione. Per evitare spaccature tra i berberi di diverse nazionalità, venne eletto presidente lo scrittore canario Antonio Félix Martín Hormiga. Inoltre, nella risoluzione conclusiva venne dato in modo maldestro un tale risalto al principio di autodeterminazione da far insorgere i partiti governativi spagnoli, che accusarono il CMA di essere stato sovvenzionato da separatisti in cerca di una legittimazione come rappresentanti di una identità berbera ormai estinta.

### 1999-2002: La spaccatura
Tra la fine del 1998 e l'inizio del 1999 i nodi irrisolti di Tafira cominciarono a venire al pettine. Il presidente Hormiga diede le dimissioni. In conseguenza della situazione di grave instabilità che le dimissioni del presidente non facevano che acuire, alla riunione del 30 e 31 gennaio 1999 del Consiglio Federale, tenuta a Créteil (Francia), quest'organo chiese al direttivo (bureau mondial) di rimettere il potere esecutivo nelle mani del Consiglio stesso, unica istanza delegata a decidere l'orientamento generale dell'Organizzazione, ma il bureau si rifiutò, e in particolare mantenne per sé la prerogativa di preparare il Congresso (l'assemblea generale). Di fronte a questo rifiuto, il Consiglio Federale, nella sua riunione del 26-27 giugno 1999, dichiarò decaduti dalle loro funzioni i membri del Bureau e annullò il congresso ormai imminente.
Il Bureau non si dette per vinto ed organizzò comunque il congresso per l'agosto dello stesso anno a Lione (qualificato di supercherie, "frode", dal Consiglio Federale).

### II Congresso: Lione 1999
Il secondo congresso del CMA, indetto dal Bureau e considerato nullo dal Consiglio Federale, si svolse a Lione dal 13 al 15 agosto 1999. La partecipazione fu più ridotta rispetto al primo Congresso, ma a detta degli organizzatori avrebbe visto la presenza di circa 200 persone in rappresentanza del 75% delle associazioni membri del CMA venute da 12 paesi del Nordafrica e dalla "diaspora" (il gruppo contendente contestava queste cifre e sosteneva che erano rappresentate solo il 20% delle associazioni presenti a Tafira: un altro punto conteso era quello dell'accesso incontrollato di nuove associazioni).
In questo congresso venne eletto come nuovo presidente Rachid Raha, mentre segretario generale fu eletto Lounès Belkacem. Fu inoltre costituito un nuovo Consiglio Federale di 39 membri.
Da questo momento si può parlare di una vera scissione tra "due CMA" concorrenti.

### Tentativi di conciliazione
Consumata la frattura politica, i due gruppi passarono ad affrontarsi nelle aule dei tribunali. Nel dicembre 1999 il gruppo "di Lione" investì il Tribunale di Créteil della questione della legittimità dell'"altro" CMA.
La notizia fece scalpore presso tutti quei Berberi che speravano in una rapida ricomposizione dell'unità del CMA. Per scongiurare una lunga e defatigante azione giudiziaria, da più parti vennero inviti a soprassedere, e si costituì anche un GBR Groupe Bénévole pour une Réconciliation, "Gruppo Volontario per una Riconciliazione", formato da persone esterne ai due gruppi in lotta, con lo scopo di promuovere un arbitrato accettato da entrambi i contendenti. Malgrado gli sforzi che il GBR non lesinò per diversi mesi all'inizio del 2000, non si poté addivenire ad alcun accordo, e il processo fece il suo corso, con i tempi della giustizia francese.

### L'"altro" II Congresso: Bruxelles 2000
Il secondo Congresso mondiale Amazigh (non riconosciuto dal gruppo che aveva partecipato al Congresso di Lione), si tenne a Bruxelles dal 7 al 9 agosto 2000. Le istanze elette dal congresso furono: Presidente Mabrouk Ferkal, vicepresidente Ali Harcherras, segretario Boudris Belaïd, tesoriere Chérif Hadmis. Completavano il Bureau Mondial, oltre ai suddetti: Mohand Saïd Younsi (tesoriere aggiunto); e Aïssa Mousselmal (assessore).
Nel documento conclusivo si fa cenno alla spaccatura prodottasi, che sarebbe dovuta a "tentativi di porre la nostra organizzazione al rimorchio degli Stati nordafricani". Tra le decisioni prese, si afferma che "il nostro presente Congresso ha deciso di fare della tamazight la sua lingua ufficiale e della bandiera amazigh il suo emblema ufficiale"

### III Congresso: Roubaix 2002
Il terzo congresso si svolse a Roubaix (Francia) dal 29 al 31 agosto 2002. Le associazioni rappresentate furono meno del previsto, sia per le note contese con una parte delle associazioni, schierate con l'"altro" CMA", sia per un boicottaggio attuato dalle autorità algerine contro i delegati provenienti da tale paese.
Nel rinnovo delle cariche vennero eletti 34 membri del Consiglio Federale. Vennero inoltre eletti presidente Lounès Belkacem (segretario generale uscente) e quattro vicepresidenti: Mohamed Handaine (Marocco), Mohamed Si Belkacem (Algeria), Abdoulahi Attayoub (Touareg), e Jaime Saenz (Canarie). Inoltre: Khadija Boulmedarat (segretario generale), Mohand Ouramdane Khacer (segretario generale aggiunto), Ahcene Bozetine (tesoriere) e Said Zamouche (tesoriere aggiunto).

### La fine della divisione
La questione dei due CMA venne alla fine risolta da un tribunale francese, il Tribunal de Grande Instance di Créteil (Val-de-Marne) che il 12 settembre 2002 diede ragione al CMA "dei Lionesi", presieduto da Lounès Belkacem, e torto al CMA "parigino" presieduto da Mabrouk Ferkal. Da ciò derivò il divieto formale per quest'ultimo di agire a nome del CMA.
Se la sentenza forniva una legittimazione giuridica ad una parte, rendendo nuovamente "uno" il CMA, non per questo si sono sopiti i rancori e la mancanza di collaborazione tra le parti. Inoltre, si rileva che anche tra molte delle associazioni che non presero parte né per gli uni né per gli altri manca oggi un reale impulso ad entrare nel CMA ed a partecipare attivamente alle sue attività. L'asprezza delle accuse tra entrambi i contendenti ha insomma finito per squalificare un po' tutti e ci vorrà del tempo perché l'organizzazione possa riconquistare quella autorevolezza che ebbe nei suoi primi tempi.
A queste intrinseche cause di debolezza ne va aggiunta un'altra, che ha molto condizionato la vita dell'associazione, vale a dire una cronica scarsità di fondi (legata anche al frequente mancato pagamento delle quote da parte delle associazioni aderenti), ragion per cui, ad esempio, in mancanza di un'associazione parigina che "fornisca" una sede, attualmente l'indirizzo del CMA è una casella postale di Parigi.

### IV Congresso: Nador 2005
Il quarto Congresso mondiale Amazigh si è tenuto a Nador (Rif, Marocco), dal 5 al 7 agosto 2005

## Attività del CMA
Tra le diverse attività che il Congresso mondiale Amazigh svolge per la tutela dei diritti degli Imazighen e per il riconoscimento della loro lingua e della loro cultura, si segnalano, in particolare:
Partecipazione a Conferenze internazionali in rappresentanza del popolo berbero (amazigh):
- 7 giugno 1996 - Conferenza internazionale dei diritti linguistici a Barcellona.
- 1º agosto 1996 - Gruppo di lavoro sui popoli autoctoni a Ginevra.
- 31 agosto-7 settembre 2001 - Conferenza mondiale contro il razzismo a Durban (Sudafrica)
- 12-30 novembre 2001 - Ginevra, 27ª sessione del Comitato delle Nazioni Unite per i diritti economici, sociali e culturali (dedicata alla violazione dei diritti economici, sociali e culturali in Algeria).
- 14-19 luglio 2002 - Ginevra, Forum mondiale della società civile
- 10 marzo 2003 - 62ª sessione del CERD (Comitato delle Nazioni Unite per l'eliminazione di ogni forma di discriminazione razziale).
- 18 ottobre-5 novembre 2004 - 82ª sessione del Comitato dei Diritti dell'Uomo (Ginevra, Alto Commissariato delle Nazioni Unite per i Diritti dell'Uomo)
- 14-16 gennaio 2005 - 5ª assemblea preparatoria del Forum Sociale Mediterraneo (FSMed) a Marsiglia.

Lettere aperte a istituzioni e leader politici:
- Mohammed VI, re del Marocco (11 dicembre 1999 - 51º anniversario della Dichiarazione Universale dei Diritti dell'Uomo).
- Abdelaziz Bouteflika, presidente dell'Algeria (11 dicembre 1999 - 51º anniversario della Dichiarazione Universale dei Diritti dell'Uomo).
- Mohammed VI, re del Marocco (19 marzo 2000 - Visita ufficiale in Francia).
- George W. Bush (13 settembre 2001, dopo l'11 settembre).
- Hocine Ait Ahmed, leader del partito algerino FFS (24 settembre 2002 - sulle imminenti elezioni in Algeria).
- Jacques Chirac (30 dicembre 2002 - Sul 2003 Anno dell'Algeria in Francia).
- Parlamento europeo (1º giugno 2003 - Imminenza di una visita di A. Bouteflika al PE).
- Jacques Chirac (20 ottobre 2003 - Imminenza visita di Stato in Niger e Mali).
- Jacques Chirac (13 aprile 2004 - Imminenza visita di Stato in Algeria).

Invio di delegazioni per incontri con personalità politiche:
- Incontri con il leader libico Gheddafi (4-7 novembre 2005, 17-26 dicembre 2005, 20-23 febbraio 2006).